# Wereldoorlog op de maan
Wereldoorlog op de maan (Engelse titel: Tongues of the Moon) is een sciencefictionroman uit 1970 van de Amerikaanse schrijver Philip José Farmer. Het boek kan ook gelezen worden als een spionageroman.

## Synopsis
Het verhaal speelt zich af in een toekomst waarin de mensheid haar schreden heeft gezet binnen het zonnestelsel. Een drietal planeten (Mercurius, Aarde en Mars) zijn bewoond. Ook een aantal manen zoals de Maan zelf, Ganymedes en Deimos is bewoond. De wereld ziet er anders uit dan vandaag. De Sovjet-Unie heeft Canada en de Verenigde Staten overwonnen. Daarnaast zijn de grote wereldmachten China en een Zuid-Atlantische Federatie bestaande uit Argentinië en Zuid-Afrika. De situatie is verre van stabiel, want de Verenigde Staten zijn door eigen schuld/nalatigheid gekolonialiseerd, maar komen langzaam in opstand. Het kernwapenarsenaal is nog net zo groot als in de jaren 70 van de 20e eeuw, zo niet groter. Op de Maan waar ongeveer 300 mensen werken en wonen heeft de Sovjet-Unie het voor het zeggen. Er wordt wel vergaderd. Tijdens een van de bijeenkomsten in het centrum van Eratosthenes zien de Maanbewoners overal lichtpunten op Aarde. De kernoorlog is begonnen en raketten vliegen over en weer. Het eerst worden de grote steden geraakt. De vernietiging heeft direct gevolgen voor de bevolking van de Maan. De opstandige Amerikanen onder leiding van ene Scone grijpen de macht. Er staan twee punten op de agenda:
1. hoe gaan we verder op de Maan;
2. hoe redden we de mensheid.

Onder de driehonderd maanbewoners bevindt zich slechts een beperkt aantal vrouwen. Deze moeten onder de mannen verdeeld worden om voor het nageslacht te zorgen. Scone neemt alle taken op zich en benoemt zichzelf min of meer tot leider van de Maankolonie. Hij ontwikkelt daarbij tiranieke en achterdochtige trekjes. Om de mensheid vooruit te helpen vindt hij het bijvoorbeeld nodig de kolonie op Mars en haar maan te vernietigen. Deze worden namelijk bestuurd vanuit die Zuid-Atlantische Federatie. Boward, de andere hoofdpersoon uit het boek, moet alles op orde zien te krijgen en houden. Hij is meer een aanhanger van democratie volgens het oude Athene.   